# Каса-де-Контратасьйон

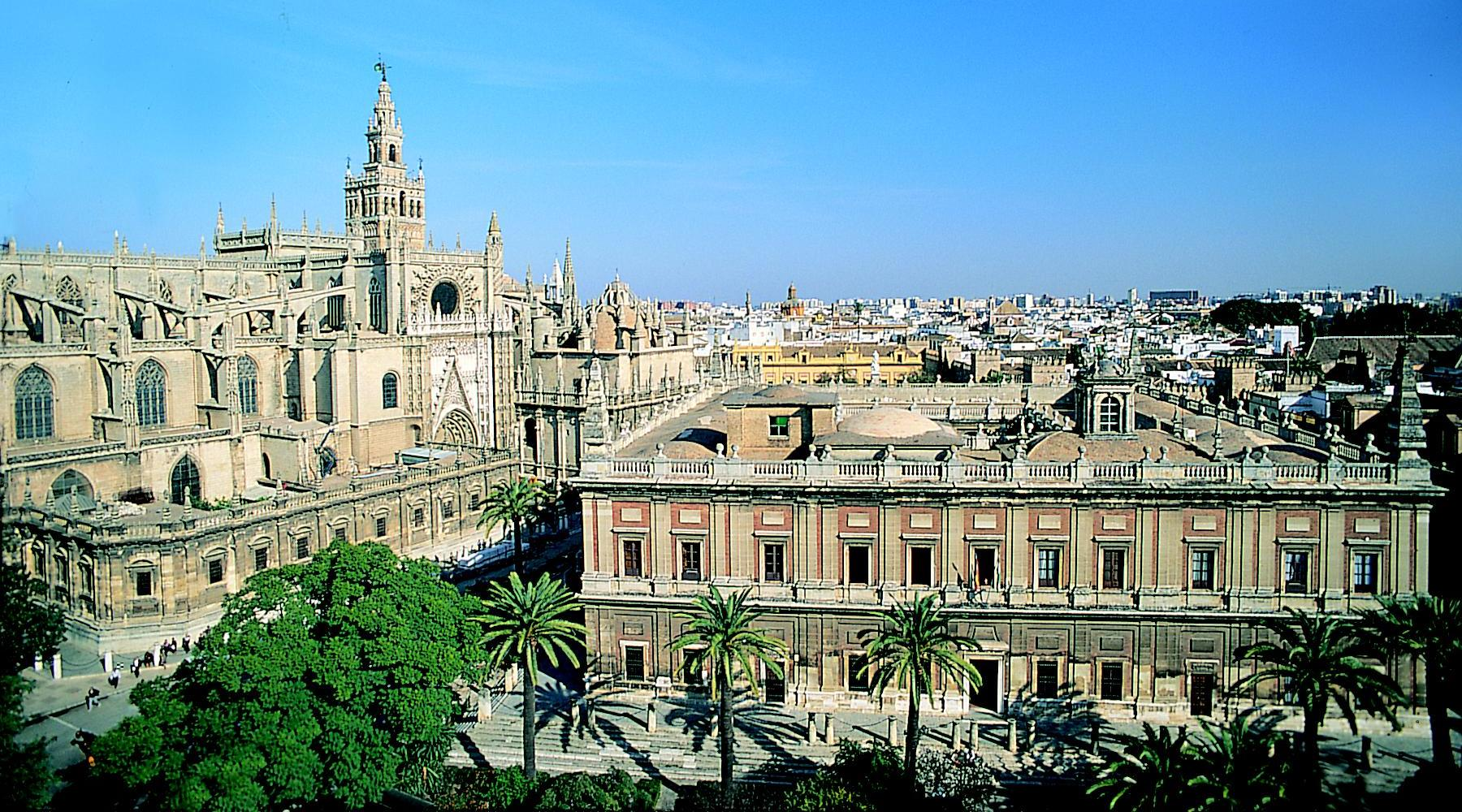
Хоча Каса-де-Контратасьйон не була розташована в якійсь певній будівлі, її документи сьогодні можна побачити в архіві Індії в Севільї.

Каса-де-Контратасьйон (ісп.Casa de Contratación МФА: [ˈKasa ðe kontɾataˈθjon]) або Каса-дела-Контратасьйон-де-лас-Індіас (ісп. Casa de la Contratación de las Indias, дослівно — Індійський Торговий Дім) — державна установа, яка була заснована Кастильською Короною в 1503 році в портовому місті Севілья і мала широкі повноваження в питаннях економічного та адміністративного управління і транспортного зв'язку з заморськими територіями Іспанської імперії.
Каса-де-Контратасьйон була переведена в 1717 році з Севільї в Кадіс, де продовжувала функціонувати до її ліквідації в рамках реорганізації уряду в 1790 році. До створення Ради Індії в 1524 р. Каса-де-Контратасьйон мала широкі повноваження в закордонних питаннях, особливо в питаннях фінансів, торгівлі, та їх правового врегулювання. Каса також відповідала за підготовку корабельних навігаторів, створення морських карт видачою дозволів на відправку в колонії і розпорядження майном підлеглих Кастильської крони, що помирали або гинули під час перебування за морем.
Офіційна назва Каси-де-Контратасьйон — «La Casa y Audiencia de Indias».

## Заснування

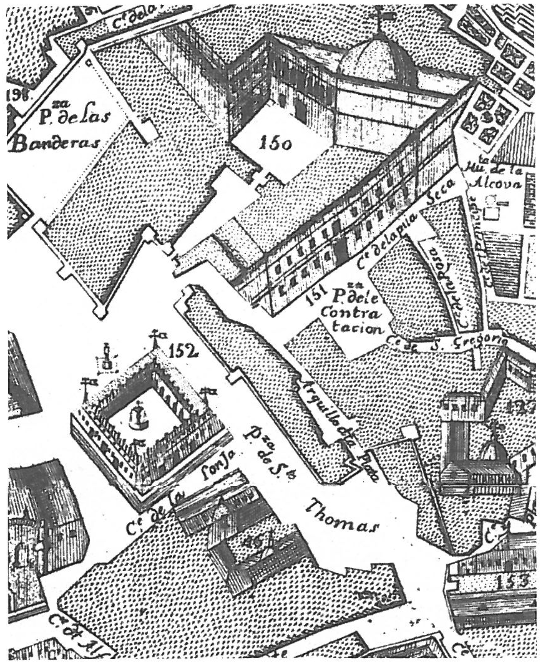
Фрагмент карти Севілї із позначенням Каса-де-Контратасьойн

Каса-де-Контратасьйон була заснована королевою Кастилії Ізабеллою I у 1503 році, через одинадцять років після відкриття Америки Христофором Колумбом. Каса була іспанським аналогом схожої португальської організації — Каси-да-Індія (дослівно — Індійського Дому) у Лісабоні, що була створена ще в 1434 році та функціонувала до землетрусу в Лісабоні в 1755 році.
На відміну від пізніших Ост-Індійських компаній, що створювались починаючи з XVII ст. в Британії, Голландії, Данії та деяких інших європейських країнах, як приватні акціонерні компанії, іспанська Каса-де-Контратасьйон була державною організацією і як така відповідала за збір усіх колоніальних податків та мит, затверджувала склад та маршрути дослідницьких та торгових експедицій, збирала та зберігала секретну інформацію про торгові шляхи та нові відкриття, видавала ліцензії капітанам та адмініструвала комерційне законодавство. Теоретично, жоден іспанець не міг відбути в колонії без погодження з Каса-де-Контратасьйон, однак різноманітні порушення і контрабанда були не рідкістю в різних частинах величезної Іспанської імперії.
Першим скарбником Каса-де-Контратасьйон було призначено Санчо де Матієнцо, першим контрадором — Хімено де Брібеска, а першим фактором — Франциско Пінело. Незабаром вони вже повністю контролювали економічний розвиток першої іспанської колонії в Новому Світі — Еспаньйоли.

## Діяльність
Каса-де-Контратасьйон стягувала податок у розмірі 20 % (квінто-реал — «королівська одна п'ята») з усіх дорогоцінних металів, що надходили до Іспанії з її колоніальних володінь. Ставки інших податків коливались. Вони могли часом підніматись до 40 % з метою фінансування морського захисту торгових суден, або знижуватись до 10 % під час фінансових потрясінь, щоб заохотити інвестиції та економічне зростання в колонії. Кожне судно повинно було мати на борту клерка, відповідального за ведення детальних звітів про усі перевезених вантажів та всіх проведені операції.
Каса-де-Контратасьйон відповідала за створення та управління Падрон-Реал (ісп. Padrón Real), офіційної та секретної іспанської карти нововідкритих земель. Падрон-Реал використовувався в якості шаблону для карт, якими забезпечувався кожен іспанський корабель протягом XVI століття. Перша версія Падрон-Реала була створена у 1508 році і в подальшому постійно доповнювалась і вдосконалювалась. Падрон-Реал був іспанським аналогом португальської карти Падран-Реал. При Касі-де-Контратасьйон також працювала школа навігації, що відповідала за підготовку навігаторів для океанських подорожей.
Іспанія застосовувала в економічній політиці стандартну для тих часів меркантилістську модель, реалізація якої (принаймні теоретично) була покладена на Касу-де-Контратасьйон. Торгівлею з заморськими володіннями займалася Рада купців (Consulado de mercaderes) - купецька гільдія, що базувалась у Севільї і працювало спільно з Каса-де-Контратасьйон. Торгівля фізично контролювалася за допомогою добре регламентованих торгових флотилій, знаменитих Флота-де-Індіас (Срібних флотів) та Манільських галеонів.

## Занепад
До кінця XVII століття Каса-де-Контратасьйон загрузла в бюрократичній безвиході, так само як і вся Іспанська імперія, що занепадала під непідйомним тягарем фінансових витрат на оплату безкінечних війн на континенті та утримання глобальної колоніальної імперії. Дуже часто багатства, що доставлялись в Іспанію з Маніли та Акапулько, офіційно переписувались іспанським кредиторам ще до того, як манільський галеон заходив у порт. У XVIII столітті нова королівська династія Бурбонів зменшили владу Севільї та Каса-де-Контратасьон.
У 1717 році Каса-де-Контратасьйон перевели з Севільї в Кадіс, тим самим зменшивши значення Севільї у міжнародній торгівлі. Карл III додатково обмежив повноваження Каси, а його син Карл IV взагалі скасував її в 1790 р. Іспанський Срібний флот також офіційно було скасовано, а з ним припинилось трьохсотрічна історія надходження до Іспанії доходів з безмежних просторів її колоніальної імперії.

## Картографічна справа

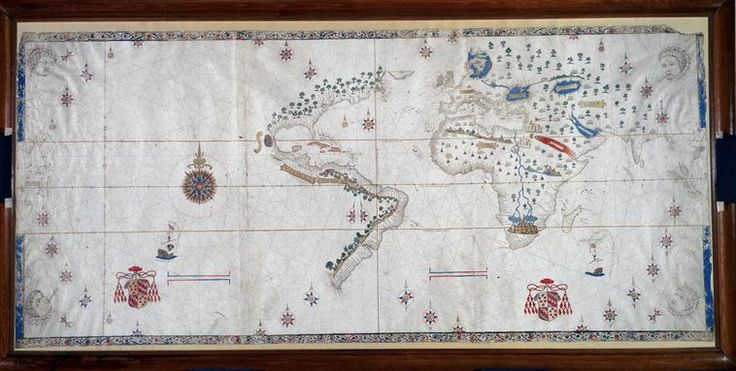
Планісфера Сальвіаті — копія з іспанського Падрон-Реалу, виготовлена у 1526 році

Виготовлення, збереження та розповсюдження копій офіційних карт було масштабним і відповідальним завданням і до нього ставились дуже серйозно. Без належних навігаційних засобів можливість Іспанії використовувати свої нововідкриті землі та отримувати від них прибутки була б обмежена. У Каса-де-Контратасьйон працювала велика кількість картографів та мореплавців (штурманів, капітанів), архіваріусів, копіювальників, протоколістів, адміністраторів та інших працівників, що брали участь у підготовці оригіналу Падрон-Реала та управлінні обігом його копій.
Знаменитий Америго Веспуччі, що здійснив щонайменше два плавання до Нового Світу, працював у Каса-де-Контратасьйон до своєї смерті в 1512 році. Для Веспуччі в 1508 році було створено в 1508 році особливу посаду «piloto mayor de Castilla» (головного навігатора Кастилії). Він відповідав за підготовку нових штурманів (навігаторів) для морських подорожей. Його племінник Хуан Веспуччі успадкував карти, креслення та морські прилади свого знаменитого дядька і був призначений на колишню посаду Америго у Севільї. У 1524 році Хуана Веспуччі було призначено Екзаменатором штурманів, а заміну Себастьяна Кабота, який тоді очолював експедицію в Бразилію.
У 1530-х і 1540-х роках основними картографами (відомими як «космографи») в Каса-де-Контратасьйон, що працювали над Падрон Реалом були Алонсо де Санта-Крус, Себастьян Кабот і Педро де Медіна. Картограф Дієго Гутьєррес був призначений космографом в Каса-де-Контратасьйон згідно королівського указу від 22 жовтня 1554 р. У 1562 р. Гутьєррес опублікував в Антверпені чудову карту під назвою «Americae. . . Descriptio». Причиною публікації в Антверпені, а не в Іспанії було те, що іспанські гравери не мали необхідних навичок друку такого складного документу. Серед інших космографів були Алонсо де Чавес, Франциско Фалеро, Джеронімо де Чавес, Санчо Гутьєррес (брат Дієго Гутьєрреса).
Наприкінці XVI століття головним космографом-хроністом (Cosmógrafo-Cronista Mayor) у Севільї був Хуан Лопес де Веласко. Він підготував головну та дванадцять допоміжних карт, що зображували у картографічній формі світову Іспанську імперію. Незважаючи на те, що ці карти не були особливо точні або детальні, ця робота перевершила усе, що було зроблено на той час іншими європейськими державами. Однак вона ж знаменувала кінець іспанської першості у картографічній діяльності. Після роботи Веласко інші країни, такі як Англія, Голландія і Франція перебрали на себе першість у систематизації і подачі географічної інформації і до кінця XVII століття навіть іспанські інтелектуали скаржились на те, що карти, виготовлені іноземцями, перевершують за якістю карти, вироблені в Іспанії.